# Parlamentní volby v Itálii 1948
Parlamentní volby v Itálii roku 1948 byly historickým mezníkem moderních italských dějin. Konaly se 18. dubna 1948 a volilo se souběžně do Poslanecké sněmovny i do Senátu. Navzdory očekávání mnoha pozorovatelů nasměrovaly volby Itálii do Západního bloku začínající studené války, když zvítězili prozápadní křesťanští demokraté, a to poměrně drtivě (48,5 % hlasů). Volby byly zejména v USA a Sovětském svazu sledovány s velkým napětím a nervozitou a obě velmoci do italské kampaně prokazatelně zasahovaly. Americký časopis Time v předvečer voleb prorokoval vítězství komunistů, zatažení Itálie do sovětské sféry vlivu a začátek katastrofy - zrudnutí celé Evropy. Nestalo se však ani jedno.

## Historie
Komunistům se podařilo před volbami dosáhnout "polovičního vítězství" tím, že utvořili (na přání Moskvy) strategickou koalici se sociálními demokraty (Italskou socialistickou stranou), nazvanou Lidová demokratická fronta (Fronte Democratico Popolare per la libertà, la pace, il lavoro). Tato koalice však nezískala takový výsledek, v jaký věřila (31 %). Lidové frontě ubrala důležité hlasy sociálnědemokratická antikomunistická volební koalice zvaná Socialistická jednota (Unità Socialista), tvořená menšími levicovými subjekty, jako byla Italská demokratická socialistická strana Giuseppe Saragata (budoucího italského prezidenta) či novou stranou bývalého předsedy Italské socialistické strany Ivana Mattea Lombarda, který socialisty opustil právě kvůli jejich volební spolupráci s komunisty. Levicová antikomunistická koalice skončila v hlasování třetí, se 7,1 % hlasů.
Pro Italskou socialistickou stranu to byla důležitá lekce, která jí ukázala, že část levicového voličstva si spolupráci s komunisty nepřeje (součet hlasů socialistů a komunistů ve volbách 1946 atakoval 49 procent), že poptávka po čistě sociálnědemokratickém programu je značná, a že spolupráce sociálních demokratů a komunistů nahání hlasy křesťanským demokratů. Již nikdy poté do koalice s komunisty nešla, čelila tak ovšem dilematu, jak při rozštěpení levicového spektra na komunistickou a demokratickou část (navíc v Itálii byli komunisté až do 80. let silnější než sociální demokraté) křesťanské demokraty porazit. To vedlo k dlouhé sérii křesťansko-demokratických premiérů a vlád.
Pravice tradičně zvítězila na severu a na jihu Itálie, levice ve svých baštách ve střední Itálii.
Ostatní strany ve volbách roku 1948, většinou stojící napravo od křesťanských demokratů, dostaly zanedbatelná množství hlasů. Nejúspěšnější z nich byla volební koalice Národní blok (Blocco Nazionale), dominovaná kdysi vlivnou Italskou liberální stranou, která získala 3,82 procent hlasů, ovšem jejích 19 mandátů znamenalo ztrátu 53 parlamentních křesel oproti minulému období. Také všechny ostatní strany, včetně tradiční Italské republikánské strany, oslabily či propadly.

## Zahraniční vměšování do voleb
Parlamentí volby v roce 1948 byly výrazně ovlivněny studenou válkou, která probíhala mezi Sovětským svazem a Spojenými státy. Po své porážce ve volbách lídr komunistů Palmiro Togliatti dne 22. dubna prohlásil, že: „Volby nebyly svobodné... Byla použita brutální zahraniční intervence spočívající ve hrozbě vyhladovění země zadržováním pomoci ERP, pokud by hlasovala pro Demokratickou frontu... A hrozba použití atomové bomby proti městům nebo regionům“, které hlasovaly prokomunisticky. Je faktem, že vládní rádiová stanice Hlas Ameriky začala 24. března 1948 vysílat do Itálie protikomunistickou propagandu. Americká CIA později přiznala, že v tajnosti darovala „centristickým stranám“ milion dolarů na kampaň proti komunistům. CIA byla také obviněna ze zveřejnění padělaných dopisů, které měly zdiskreditovat lídry komunistů.
Americké vládní agentury také poslaly deset milionů dopisů, uskutečnily četná krátkovlnná rozhlasová vysílání a financovaly vydávání knih a článků, z nichž všechny varovaly Italy před „následky“ vítězství komunistů. Celkově USA nasměrovaly do země 10 milionů až 20 milionů dolarů (to odpovídá 130 milionům až 260 milionům dolarů v roce 2024) v antikomunistické kampani. CIA také využila neoficiálních zdrojů financování k zasahování do voleb: miliony dolarů pocházely od Správy hospodářské spolupráce přidružené k Marshallově plánu a více než 10 milionů dolarů pocházelo z ukořistěných peněz po nacistech. V tomto ohledu agent CIA F. Mark Wyatt později tvrdil: „Měli jsme pytle peněz, které jsme doručili vybraným politikům, abychom uhradili jejich politické výdaje, výdaje na kampaň, na plakáty, na letáky.“
Wyatt také tvrdil, že před volbami obdrželi komunisté od Sovětského svazu finanční prostředky ve výši až 10 milionů dolarů měsíčně a že italské úřady věděly o aktivitách Sovětů. Toto italští komunisté zpochybňovali a naopak vyjádřovali svou frustraci nad nedostatečnou podporou Sovětů pro jejich kampaň. Italský historik Alessandro Brogi odmítl tvrzení CIA jako „přehnaná“ a poznamenal, že Sověti podnikli pouze „ad hoc diplomatickou finanční akci na poslední chvíli“, protože se obávali, že nečinnost v Itálii by vytvořila precedens pro intervenci USA ve východní Evropě. Navzdory přátelským setkáním v poválečných letech mezi nejvyšším představitelem italských komunistů Pietrem Secchiou a sovětským vůdcem Josifem V. Stalinem se Sověti obávali finančního závazku Itálii a poskytovali jim pouze „příležitostné a skromné“ prostředky.
Křesťanští demokraté nakonec vyhráli volby se 48 % hlasů a komunisté získali 31 %. Praxe CIA ovlivňování politické situace se opakovala v každých italských volbách po dobu nejméně dalších 24 let. Žádná levicová koalice nevyhrála všeobecné volby až do roku 1996.
Irská vláda, motivovaná oddaným katolicismem v zemi, také zasáhla do voleb tím, že přes irské velvyslanectví poslala tehdejší ekvivalent 2 milionů eur do Vatikánu, který je pak rozděloval katolickým politikům. Joseph Walshe, irský velvyslanec ve Vatikánu, soukromě navrhl tajné financování hnutí Azione Cattolica.

## Výsledky

### Poslanecká sněmovna
|                            |                                       |            |      |         |      |
| Strana                     | Strana                                | Hlasy      | %    | Mandáty | ±    |
|                            | Křesťanská demokracie                 | 12 740 042 | 48.5 | 305     | +98  |
|                            | Lidová demokratická fronta (PCI–PSI)  | 8 136 637  | 31.0 | 183     | −36  |
|                            | Socialistická jednota (PSDI–UdS)      | 1 858 116  | 7.1  | 33      | Nová |
|                            | Národní blok (PLI–UQ)                 | 1 003 727  | 3.8  | 19      | −52  |
|                            | Monarchistická národní strana         | 729 078    | 2.8  | 14      | −2   |
|                            | Italská republikánská strana          | 651 875    | 2.5  | 9       | −14  |
|                            | Italské sociální hnutí                | 526 882    | 2.0  | 6       | Nová |
|                            | Jihotyrolská lidová strana            | 124 243    | 0.5  | 3       | Nová |
|                            | Rolnická strana Itálie                | 95 914     | 0.4  | 1       | ±0   |
|                            | Sociálně křesťanská strana            | 72 854     | 0.3  | 0       | ±0   |
|                            | Sardinská strana akce                 | 61 928     | 0.2  | 1       | −1   |
|                            | Národní hnutí pro sociální demokracii | 56 096     | 0.2  | 0       | Nová |
|                            | Unie federalistických hnutí           | 52 655     | 0.2  | 0       | Nová |
|                            | Unionistický lidový blok              | 35 899     | 0.1  | 0       | Nová |
|                            | Ostatní                               | 118 512    | 0.4  | 0       | ±0   |
| Neplatné hlasy             | Neplatné hlasy                        | 591 283    | –    | –       | –    |
| Celkem                     | Celkem                                | 26 855 741 | 100  | 574     | +18  |
| Voličů v seznamu/účast     | Voličů v seznamu/účast                | 29 117 270 | 92.2 | –       | –    |
| Zdroj: Ministerstvo vnitra |                                       |            |      |         |      |